# Ratejna

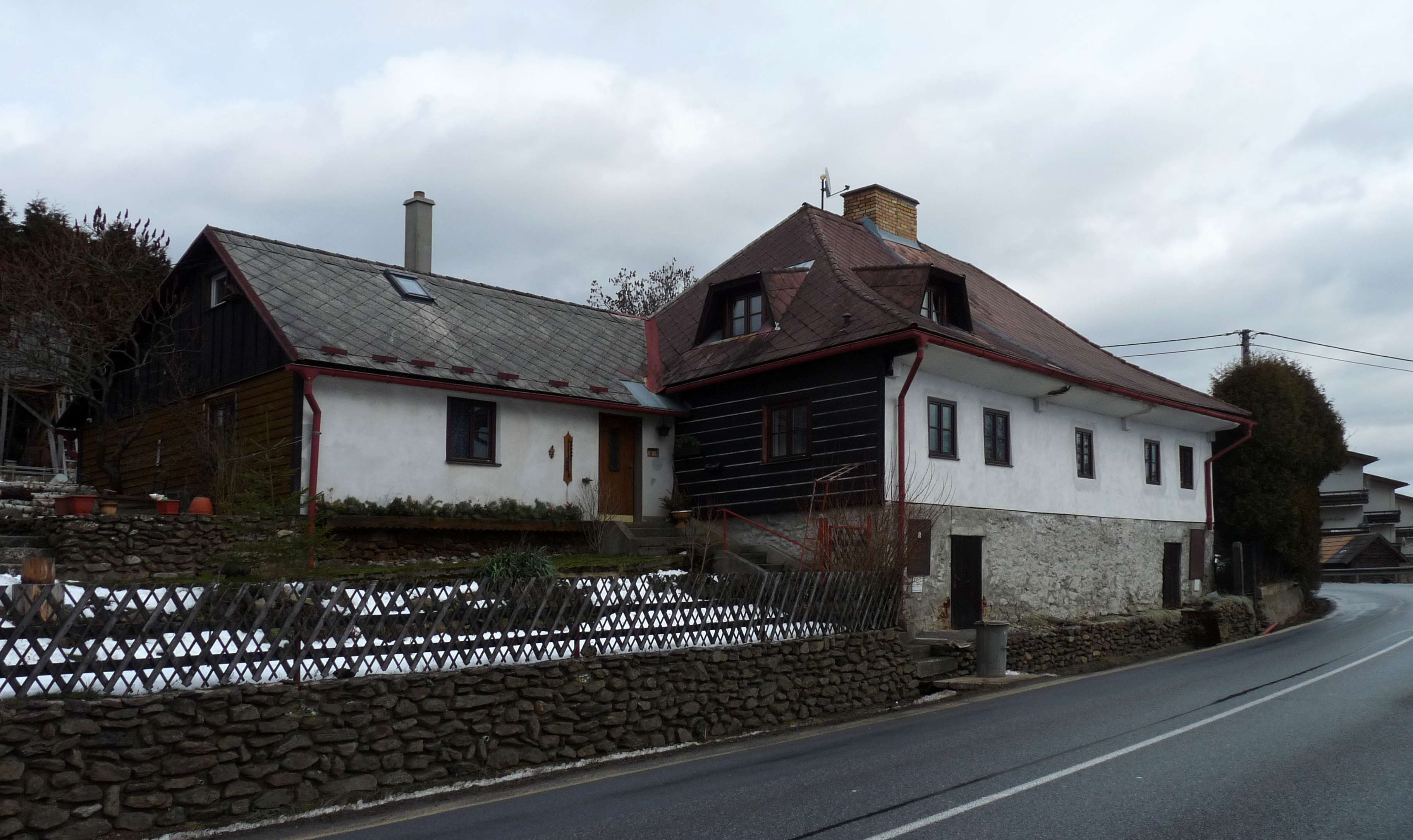
Ratejna v Lenoře

Ratejna byl velký přízemní dům, v němž bydlelo několik rodin. Každá rodina pro sebe měla prostor zhruba 12 m2, který byl ohraničen jen několika kusy hrubého nábytku. Uprostřed ratejny byla pouze jediná kamna, na kterých se vařilo a která celou budovu vytápěla. Jelikož měly rodiny obvykle několik dětí, byl v ratejně kromě zimy, puchu a nepořádku také křik.
Tyto domy se stavěly až do konce 1. světové války.
Původně slovo označovalo čeledník, tedy dům či místnost pro čeleď, podle staršího slova rataj (oráč, čeledín).  
Dnes se tento pojem užívá přeneseně v souvislosti s velkými neútulnými vnitřními prostorami.